# Whigfield
Whigfield é um projeto italiano de eurodance liderado por Sannie Charlotte Carlson (Skælskør, 11 de abril de 1970), que é uma cantora, compositora, e produtora musical dinamarquesa, conhecida por seus vários nomes artísticos, incluindo Whigfield, Naan ou simplesmente Sannie. Ela é lembrada principalmente pelo seu single de 1993 "Saturday Night", o qual se tornou um sucesso internacional no ano seguinte. 
Ela passou a se apresentar com o seu primeiro nome, Sannie, algum tempo depois do fim do projeto Whigfield, e começou a compor e cantar suas próprias músicas, de gênero eletrônico dançante lançadas pela Armada Music em conjunto com sua própria gravadora SanniePop Ltd. Ainda se apresenta com o antigo nome para cantar músicas do projeto regravadas com sua real voz sob licença da gravadora Off Limits.  Após uma pausa desde 2015 gravando sob seu verdadeiro nome, o projeto Whigfield renasceu sob direitos da sua gravadora SanniePop Ltd. Seu recente trabalho "S U G A"  foi o retorno do projeto sob autoria de Sannie Carlson, o single já chegou ao top hits no Reino Unido e ganhou diversos Remixes até o momento. podendo ser facilmente adquirido em lojas digitais como iTunes e Spotify.  Atualmente Sannie trabalha no lançamento de um novo single, e ainda participa de projetos dos anos 90 em apresentações ao vivo de seus grandes hits da época como: "Think Of You, Sexy Eyes, Another Day, Saturday Night e Big Time". O seu trabalho pode ser encontrado facilmente em plataformas digitais seja como Whigfield, Naan ou Sannie.  
É facto notório que Sannie Carlson nunca cantou em qualquer faixa do projeto Whigfield até 2011. Todos os vocais nos 4 primeiros álbuns e também no álbum-compilação "All In One" foram fornecidos pela cantora britânica Annerley Gordon também conhecida como Ann Lee. Sannie começou então usando sua própria voz no projeto desde o 5º álbum (2012).

## Álbuns
- Whigfield (1995)
- Whigfield II (1997)
- Whigfield III (2000)
- Whigfield 4 (2002)
- Was a Time: The Essensial Whigfield [DVD with bonus CD] (2004)
- Was A Time: The Album [CD with Bonus DVD] (2004)
- Waiting For Saturday: Her Greatest Hits (2004)
- X-Tremely Fun: Whigfield's Fitness Workout (compilação) (2005)
- Dance with Whigfield (compilação) (2005)
- All In One (2007)
- klm music feat Whigfield- Saturday night (20 Versões)

## Outros Álbuns
- Whigfield (Australia) [3 Bonus Tracks] (1997)
- Whigfield 2 (Australia) (1998)
- Whigfield III [3 Bonus Tracks](Europa)(2001)
- Whigfield III [Bonus CD & Bonus VCD]
- Greatest Hits (México) (2001)
- Greatest Remix Hits [Bonus DVD] (Australia)(2006)
- Megamixes" (1997)
- Megamixes" (1996)

## Canções
- Saturday Night (7 Track) (1993)
- Another Day (5 Track) (1994)
- Think Of You (5 Track) (1995)
- Saturday Night: Holiday Remixes (5 Track) (1995)
- Close To You CD1 (3 Track) (1995)
- Close To You CD2 (3 Track) (1995)
- Last Christmas/Big Time (4 Track) (1995)
- Last Christmas (5 Track) (1995)
- Big Time/Last Christmas (4 Track) (1995)
- Big Time (5 Track) (1995)
- I Want To Love/Close To You (4 Track) (1995)
- Last Christmas/Close To You (8 Track) (1996)
- Sexy Eyes (7 Track) (1996)
- It's Alright (2 Track) (1996)
- Megamix (1996)
- "No Tears to Cry" (1997)
- Gimme Gimme (7 Track) 1997)
- Baby Boy (9 Track) (1997)
- Baby Boy (7 Track) (1997)
- Givin' All My Love (4 Track) (1998)
- In The Summertime (1998)
- Be My Baby (6 Track) (1999)
- Happy Maravilha (with Santamaria) (1999)
- Much More (7 Track) (2000)
- Doo Whop (4 Track) (2000)
- Gotta Getcha (4 Track) (2002)
- Amazing And beautiful (2002)
- Saturday Night 2003 (4 Track) (2003)
- Was A Time (8 Track)(2004)
- Think Of You (15 Tracks) 2008
- Right In The Night (2008, Maio)
- Saturday Night 2008 (2008, Dezembro)
- No Doubt (2009, Dezembro)
- To Feel Alive (2011, Fevereiro)
- C'est Coll (4 Tracks)(2011,Junho)
- Love 4 Ever (2012, Setembro)

Também há outras versões de "Amazing and Beautiful", "Another Day", "Baby Boy", "Be My Baby", "Close To You", "Doo Whop", "Gimme Gimme", "Givin' All My Love", "Gotta Getcha", "Much More", "No Tears To Cry", "Saturday Night", "Sexy Eyes", "Think Of You", "Waiting For Saturday", e "Was A Time". Há mais de vinte remixes de "Saturday Night".